# José María Ortiz
José María Ortiz – piłkarz urugwajski noszący przydomek Solito (ponieważ miał jeden ząb), napastnik.
Jako piłkarz klubu CA Peñarol wziął udział w turnieju Copa América 1945, gdzie Urugwaj zajął czwarte miejsce. Ortiz zagrał w pięciu meczach - z Ekwadorem, Kolumbią (zdobył bramkę), Brazylią, Chile (w 70 minucie zmienił na boisku Luisa Ernesto Castro) i Argentyną.
Wciąż jako gracz klubu Peñarol był w kadrze reprezentacji podczas turnieju Copa América 1946, gdzie Urugwaj ponownie zajął czwarte miejsce. Ortiz nie zagrał w żadnym meczu.
Ortiz razem z Peñarolem dwa razy z rzędu zdobył tytuł mistrza Urugwaju - w 1944 i 1945 roku.
Ortiz od 24 stycznia 1945 roku do 9 kwietnia 1950 roku rozegrał w reprezentacji Urugwaju 9 meczów i zdobył 2 bramki.